# Gary Sinise
Gary Alan Sinise (Blue Island, 17 marzo 1955) è un attore, regista e bassista statunitense, candidato all'Oscar al miglior attore non protagonista nel 1995.

## Biografia
Nato nell'Illinois, figlio di Millie e Robert L. Sinise, ha origini italiane da parte del padre (il bisnonno Vito era di Ripacandida, provincia di Potenza, e il cognome originario era "Sinisi") Ha studiato alla Highland Park High School; durante gli studi inizia ad avere i primi approcci con la recitazione rappresentando il musical West Side Story. Terminati gli studi, assieme agli amici Jeff Perry e Terry Kinney fonda la Steppenwolf Theatre Company, che in breve tempo diventa una delle più importanti compagnie teatrali della zona di Chicago.
Parallelamente al teatro, verso la fine degli anni 1980 inizia una promettente carriera a Hollywood, che lo vede regista di alcuni episodi della serie televisiva Crime Story e di film come Gli irriducibili e Uomini e topi. Come attore acquista notorietà verso il grande pubblico grazie al ruolo del tenente DanTaylor nel film di Robert Zemeckis Forrest Gump, in seguito lavora nei film di Ron Howard Apollo 13 e Ransom - Il riscatto. Nel 1999 partecipa al film Il miglio verde, trasposizione cinematografica, a opera di Frank Darabont, dell'omonimo romanzo di Stephen King. Nel 2000 è fra i protagonisti del film di Brian De Palma Mission to Mars.
Nel 2003 lavora al fianco di Nicole Kidman e Anthony Hopkins nel drammatico La macchia umana e nel thriller The Forgotten. Nel 2004 approda alla televisione, diventando il protagonista di CSI: NY, dove interpreta il detective Mac Taylor, ruolo ricoperto sino al 2013. Nel 2015 partecipa a un episodio della serie Criminal Minds dove interpreta l'agente dell'FBI Jack Garrett, futuro protagonista nello spin-off Criminal Minds: Beyond Borders cancellata dal network CBS al termine della stagione dopo due stagioni e 26 episodi trasmessi.

## Vita privata

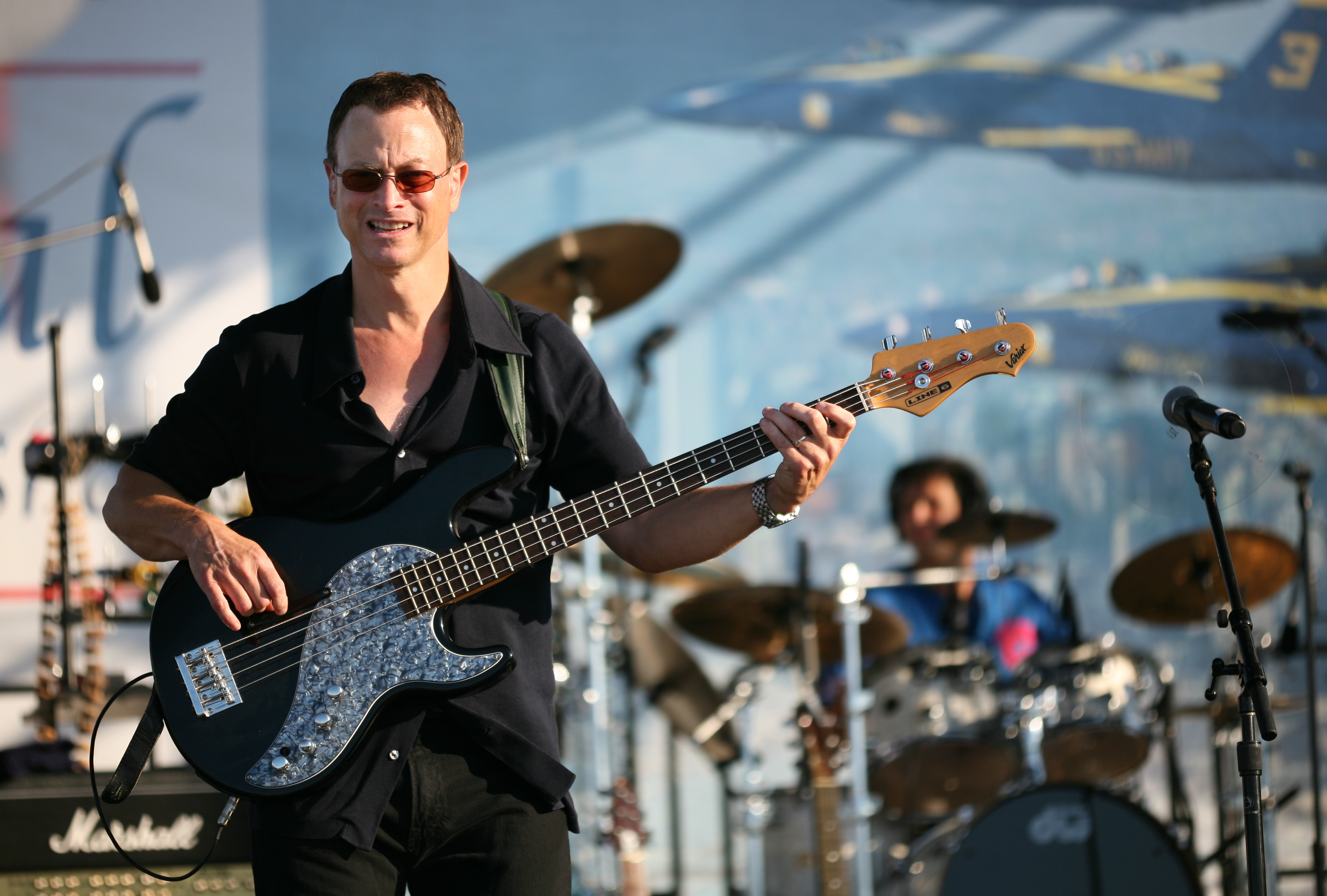
Gary Sinise mentre suona il basso con la Lt. Dan Band

Di fede cattolica, dal 1981 è sposato con l'attrice Moira Harris; la coppia ha avuto tre figli: Sophie (1988), McCanna Anthony (l'unico maschio, nato nel 1990 e morto a soli 34 anni nel 2024 per un tumore alla colonna vertebrale ) ed Ella (1992). 
Sinise è  cofondatore, nonché leader e bassista, della Lt. Dan Band, un gruppo rock che suona principalmente per le truppe americane all'estero (il nome del complesso è ispirato al personaggio interpretato dall'attore in Forrest Gump). Ha inoltre istituito la Gary Sinise Foundation, a favore dei veterani americani e delle loro famiglie. 
Sostiene il Partito Repubblicano e ha fondato un'associazione che riunisce i conservatori hollywoodiani.

## Filmografia

### Attore

#### Cinema

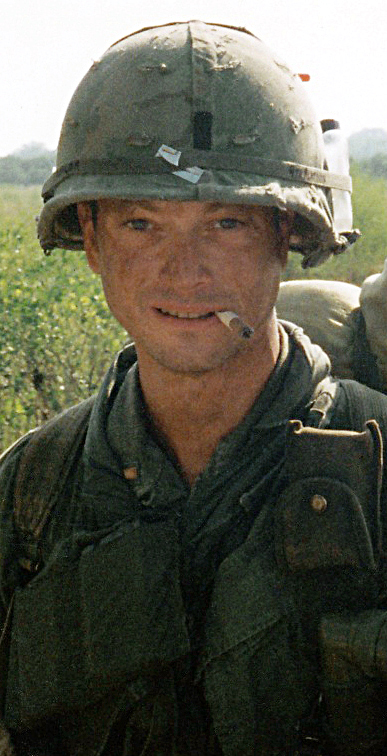
Gary Sinise sul set di Forrest Gump (1994)

- Vicino alla fine (A Midnight Clear), regia di Keith Gordon (1992)
- Uomini e topi (Of Mice and Men), regia di Gary Sinise (1992)
- Un eroe piccolo piccolo (Jack the Bear), regia di Marshall Herskovitz (1993)
- Forrest Gump, regia di Robert Zemeckis (1994)
- Pronti a morire (The Quick and the Dead), regia di Sam Raimi (1995)
- Apollo 13, regia di Ron Howard (1995)
- Insoliti criminali (Albino Alligator), regia di Kevin Spacey (1996)
- Ransom - Il riscatto (Ransom), regia di Ron Howard (1996)
- Omicidio in diretta (Snake Eyes), regia di Brian De Palma (1998)
- È una pazzia (It's the Rage), regia di James D. Stern (1999)
- Il miglio verde (The Green Mile), regia di Frank Darabont (1999)
- Trappola criminale (Reindeer Games), regia di John Frankenheimer (2000)
- Mission to Mars, regia di Brian De Palma (2000)
- Bruno, regia di Shirley MacLaine (2000)
- A Gentleman's Game, regia di J. Mills Goodloe (2001)
- Impostor, regia di Gary Fleder (2002)
- Made-Up, regia di Tony Shalhoub (2002)
- Mission: Space, regia di Peter Hastings (2003)
- La macchia umana (The Human Stain), regia di Robert Benton (2003)
- Brivido biondo (The Big Bounce), regia di George Armitage (2004)
- The Forgotten, regia di Joseph Ruben (2004)
- Cosa mi lasci di te (I Still Believe), regia di Jon e Andrew Erwin (2020)
- Joe Bell, regia di Reinaldo Marcus Green (2020)

#### Televisione
- Giorni di fuoco (The Final Days), regia di Richard Pearce – film TV (1989)
- Hunter – serie TV, episodio 6x16 (1990)
- L'ombra dello scorpione (The Stand), regia di Mick Garris – miniserie TV, 4 puntate (1994)
- Truman, regia di Frank Pierson – film TV (1995)
- George Wallace, regia di John Frankenheimer – miniserie TV (1997)
- Quella stagione da campioni (That Championship Season), regia di Paul Sorvino – film TV (1999)
- CSI: Miami – serie TV, episodi 2x23-4x07 (2004-2005)  Mac Taylor
- CSI: NY – serie TV, 197 episodi (2004-2013) Mac Taylor
- CSI - Scena del crimine (CSI: Crime Scene Investigation) – serie TV,1 episodio 13x13 (2013) Mac Taylor
- Criminal Minds – serie TV,1 episodio 10x19 (2015)
- Criminal Minds: Beyond Borders – serie TV, 26 episodi (2016-2017)
- Tredici (13 Reasons Why) – serie TV, 10 episodi (2020)
- I film della nostra infanzia (The Movies That Made Us) – serie TV, 1 episodio (2021)

### Doppiatore
- Boog & Elliot - A caccia di amici (Open Season), regia di Roger Allers e Jill Culton (2006)

### Regista
- Crime Story – serie TV, 2 episodi (1986)
- In famiglia e con gli amici (thirtysomething) – serie TV, 3 episodi (1987)
- Gli irriducibili (Miles from Home) (1988)
- China Beach – serie TV, 1 episodio (1991)
- Uomini e topi (Of Mice and Men) (1992)

## Riconoscimenti
- Premio Oscar
  - 1995 – Candidatura al miglior attore non protagonista per Forrest Gump
- Golden Globe
  - 1995 – Candidatura al miglior attore non protagonista per Forrest Gump
- Screen Actors Guild Awards
  - 1995 – Candidatura al miglior attore non protagonista per Forrest Gump
- Candidatura ai Chicago Film Critics Association Awards 1994: Miglior attore non protagonista per Forrest Gump
- National Board of Review Awards 1994: Miglior attore non protagonista per Forrest Gump
- Saturn Awards 1995: Miglior attore non protagonista per Forrest Gump
- Candidatura ai Dallas-Fort Worth Film Critics Association Awards 1995: Miglior attore non protagonista per Forrest Gump
- Chlotrudis Awards 1995: Miglior attore non protagonista per Forrest Gump
- Premio Emmy 1998 Migliore attore protagonista in una serie o film per la TV per George Wallace

## Doppiatori italiani
Nelle versioni in italiano delle opere in cui ha recitato, Gary Sinise è stato doppiato da:
- Sandro Acerbo in Apollo 13, Insoliti criminali, È una pazzia, CSI - Scena del crimine, CSI: Miami, CSI: NY, Tredici, I film della nostra infanzia
- Antonio Sanna in Forrest Gump, Pronti a morire, Il miglio verde, Joe Bell
- Antonio Palumbo in Omicidio in diretta, Trappola criminale, Mission to Mars
- Angelo Maggi in Ransom - Il riscatto, Impostor
- Francesco Prando in The Forgotten, Cosa mi lasci di te
- Francesco Pannofino in Hunter, L'ombra dello scorpione
- Loris Loddi in Criminal Minds, Criminal Minds: Beyond Borders
- Fabio Boccanera in Vicino alla fine
- Stefano Benassi in Uomini e topi
- Danilo De Girolamo in Un eroe piccolo piccolo
- Mino Caprio in Quella stagione da campioni
- Fabrizio Pucci in George Wallace
- Paolo Maria Scalondro in La macchia umana
- Federico Danti in Brivido biondo

Da doppiatore è sostituito da:
- Paolo Buglioni in Boog & Elliot a caccia di amici